# Березовский, Игорь Олегович
Игорь Олегович Березовский (укр. Ігор Олегович Березовський; род. 24 августа 1990, Кировоград) — бывший украинский футболист, вратарь.

## Биография

### Клубная карьера
Летом 2010 года подписал контракт с киевской «Оболонью». До этого был игроком кировоградской «Звезды». Вместо него в Кировоград поехал Андрей Товт. Игорь дебютировал за «Оболонь» 9 апреля 2011 года выйдя на замену на 73-й минуте вместо получившего травму Александра Рыбки в матче с «Шахтёром». До конца матча несколько раз спасал команду от пропущенного мяча. В итоге матч закончился победой — 1:0. В 2013 году главный на тот момент тренер «Фулхэма» Мартин Йол видел в нём замену сорокалетнему Марку Шварцеру, называя его игроком будущего. Доиграв до конца 2012 года в 2013 году перешёл в польскую «Легию». Но не сумев закрепится в основе и не сыграв ни одного матча покинул клуб. В конце июля 2013 года подписал контракт с бельгийским «Льерсом» по схеме 3+1.